# جان باروزو
جان باروزو (به انگلیسی: John Barrasso) (زادهٔ ۲۱ ژوئیه ۱۹۵۲) سناتور ایالت وایومینگ در سنای ایالات متحده آمریکا است که برای نخستین‌بار در ۲۵ ژوئن ۲۰۰۷ به‌عضویت این مجلس درآمد. وی در زمرهٔ سناتورهای گروه اول است که تنها دو سال در سنا حضور دارند و در انتخابات بعدی نیز مجدداً می‌توانند شرکت کنند و تا تاریخ ۳ ژانویه ۲۰۱۹ در این مجلس خواهد بود.